# Încălcări (Star Trek: Generația următoare)
„Încălcări” (titlu original: „Violations”) este al 12-lea episod din al cincilea sezon al serialului TV american științifico-fantastic Star Trek: Generația următoare și al 112-lea episod în total. A avut premiera la 3 februarie 1992.
Episodul a fost regizat de Robert Wiemer după un scenariu de Pamela Gray și Jeri Taylor bazat pe o poveste de Shari Goodhartz, T Michael și Pamela Gray.

## Prezentare
Un extraterestru ce călătorește la bordul navei USS Enterprise o molestează telepatic pe Troi și invadează mințile lui Beverly Crusher și William Riker.

## Actori ocazionali
- Rosalind Chao - Keiko O'Brien
- Ben Lemon - Jev
- David Sage - Tarmin
- Rick Fitts - Martin
- Eve Brenner - Inad
- Craig Benton - Crewman Davis
- Doug Wert - Jack Crusher
- Majel Barrett - Computer Voice